# Saint-Merd-la-Breuille
 Saint-Merd-la-Breuille  là một xã thuộc tỉnh Creuse trong vùng Nouvelle-Aquitaine miền trung nước Pháp. Xã này nằm ở khu vực có độ cao trung bình 780 mét trên mực nước biển.
Sông Chavanon (địa phương gọi là la Ramade) tạo thành một phần ranh giới phía đông thị trấn.